# Аксуський завод феросплавів
Аксуський завод феросплавів – металургійне підприємство, що діє на північному сході Казахстану. Первісно було відоме як Єрмаковський завод феросплавів.
Місце для розміщення заводу обрали поблизу Екібастузького вугільного басейну, де планувалось спорудження потужного енергокомплексу (з 1980-го дійсно почався запуск енергоблоків Екібастузької ТЕС-1). В 1968-му почали роботу перші печі, а в 1974-му завершили запуск двох цехів (№2 та №4) із шістнадцятьма печами потужністю по 16,5 МВА.
В 1976 – 1979 став до ладу цех №1 із шістьома печами. В 1982-му ввели в дію першу піч цеху №6, який у підсумку отримав чотири печі потужністю по 80 МВА.
Наразі завод випускає біля 1 млн тон феросплавів на рік (є відомості, що цей показник може досягати 1,2 млн тон). Асортимент продукції включає ферохром із високим вмістом вуглецю, феросилікохром, феросилікомарганець та феросиліцій.
Наразі підприємство є одним з основних виробничих майданчиків концерну «Казхром».